# 한국의 타투
한국의 타투는 길고 논란이 많은 역사를 가지고 있다.
한국에서는 일반적으로 타투를 한 사람이 사회적 규범을 위반하는 반사회적 개인으로 범죄자, 갱스터, 청소년 비행자로 간주된다. 한국 법률은 전문 의사가 타투 가게를 열 수 있도록 허용하고 있으며 타투하는 것 자체로는 불법이 아니다. 다만, 군 복무를 하지 않은 사람은 타투를 할 수 없다. 남성들은 군 복무를 마친 후 타투를 할 수 있다.

## 역사
한국의 타투의 역사적 배경은 삼한에서 시작되었다. 낚시 일을 하던 사람들이 상처를 예상하는 최종 목표를 염두에 둔 네 개의 잎 클로버 등 몸에 타투를 새겼기 때문에 북부 지역에서는 잉크를 사용한 기록이 없다. 타투의 의의는 고려시대부터 규율이 바뀌어 조선시대로까지 이어졌다. 기록은 대전 경국에서 찾을 수 있다. 조선 시대에 낙농 동물이나 말을 훔친 사람들은 몸에 잘못의 이름을 새겼다. 사랑을 기록하는 타투도 있었지만 이를 행한 여성은 처벌을 받곤 했다.
1970년대 중반, 타투 후 피부 질환으로 인해 문제가 되었다. 1980년대 삼청교육대에 잡혀간 원인중에서 문신(그림)해서 잡혀간사람도 있다. 1990년 보건복지부는 바늘 요법을 할 수 있는 장소가 있어야 한다고 제안했고, 그래서 그들은 타투를 복원된 인력만으로 이루어지도록 관리했다. 그러나 복원인력이 타투를 하는 것은 일반적이지 않다. 타투이스트 단체에 따르면 한국에서 약 100만 명의 개인이 타투를 했다고 하며, 타투 사업에 종사하는 개인의 수는 최대 2백만 명에 이른다.

## 타투에 대한 의식 변화
타투를 한 청투로 새겨진 팔을 발견했다. 이것은 일반 대중에게 꽤나 놀라운 일이었다. 그 후, 수많은 젊은이들이 타투에 대한 부정적인 그림에서 상상력이 풍부한 표현의 긍정적인 그림으로의 변화하는 것에 많은 영향을 미쳤다.

## 타투 합법화 논란
한국에서는 타투에 대한 법률이 없지만 타투는 침술로 간주되며 회복 확인이 필요하다.  tattooist 재단은 보건 복지부에 법 개정을 요구하고 있다. 입법부는 타투에 관한 법률 업데이트 및 합법적 문제 확인이 필수적이라고 말했다. 그들은 다른 국가의 사건, 증상 및 타투 합법화에 대한 조사를 준비하고 있다.
타투이스트들은 불법적인 이미지를 바꾸기 위해 타투를 합법화하고, 법률에 의해 타투이스트를 보호하고, 기업가 등록을해야한다고 제안하고 있다. 타투에 대한 인식은 전 세계적으로 변화하고 있다. 타투이스트 아이이다는 “불법이라서 내 가게 간판을 걸 수 없어 타투에 관한 법을 만들어야 한다”고 말했다. 그녀는 고객과 타투이스트는 법으로 보호받을 수 없다고 말했다. 타투이스트 도이는 더 나은 인식을 위해 합법화가 처리되어야한다는 그의 의견을 표명했다. 그는 "타투는 분명히 의학적 절차가 아니지만 일부 과거의 선례는 편견을 악화시킨다"고 말했다. 그는 또한 타투에 대한 오해를 해결하기 위해 타투를 의료 서비스로 간주하는 법률을 변경해야 한다고 제안했다.

## 반영구 타투
타투업계에 종사하는 여성의 수가 급증하면서 새로운 미용 기술이 등장했다. 반영구 메이크업은 전 세계 여성에게 편리함과 효율성을 제공하고 또한 자신감과 편안함을 제공한다. 실제로 많은 소셜 커머스 사이트는 인기를 높이기 위해 쿠폰 제공 등 다양한 인센티브를 제공하고 있다.
반영구 메이크업 은 타투 안료를 진피에 일정 시간 도포하는 미용 기법이다. 영구 타투에 비해 안전성과 내구성 때문에 많은 사람들에게 선호되는 미용 기술이다.
한국 통신에 따르면 CISS (Consumer Injury Surveillance System)에 기록 된 반영구 타투으로 인한 부작용 발생 건수는 지난 3년 동안 77 건이다. 농무부는 독성의 양을 결정하기 위해 25 개의 타투 잉크에 대한 테스트를 실시했다. 12 개의 제품은 허용 수준을 초과하는 카드뮴을 보유하고있어 부적절하고 위험하다고 선언되었다. 6 개의 제품에는 허용 수준의 5.5 배 이상의 중추 신경계 병변을 유발하는 것으로 알려진 납이 포함되어 있다. 아연, 구리, 니켈은 이러한 성분에 장기간 노출 될 경우 아토피 피부염을 유발할 수 있는 성분이다.